# Joanna Simon (cantora)
Joanna Elizabeth Simon (Nova Iorque, 20 de outubro de 1936 — Nova Iorque, 19 de outubro de 2022) foi uma cantora de ópera estadunidense, sendo seu timbre de voz classificado como mezzo-soprano. Trabalhou como corretora de imóveis em seu país. Filha do empresário já falecido, Richard L. Simon e irmã da cantora Carly Simon.